# فرناندو بلتران
فرناندو بلتران (اسپانیایی: Fernando Beltrán‎؛ زادهٔ ۸ مهٔ ۱۹۹۸) بازیکن فوتبال اهل مکزیک است.
از باشگاه‌هایی که در آن بازی کرده‌است می‌توان به باشگاه فوتبال گوادالاخارا اشاره کرد.
وی همچنین در تیم‌های ملی فوتبال زیر ۲۳ سال مکزیک و مکزیک بازی کرده‌است.